# Martin Evans
Sir Martin John Evans (n. 1 ianuarie 1941, Stroud, Anglia, Regatul Unit) este om de știință britanic, cunoscut pentru izolarea, în 1981, într-un mediu de cultură, a celulelor stem. Pentru această descoperire, în 2007 i s-a decernat Premiul Nobel pentru Fiziologie sau Medicină.

## Premii și distincții
- 11 martie 1993 - membru al Royal Society
- 1998: membru fondator al Academiei Medicale de Științe
- 3 mai 1999: Societatea americană de caritate March of Dimes îi conferă premiul pentru biologia dezvoltării pe acel an.
- 8 octombrie 2007: Premiul Nobel pentru Fiziologie sau Medicină (împreună cu Mario Capecchi și Oliver Smithies)